# Три тужна тигра (роман)
Три тужна тигра (шп. Tres tristes tigres) роман је Гиљерма Kабрере Инфантеa (шп. Guillermo Cabrera Infante), кубанског књижевника, лингвисте, новинара, есејисте, сценаристе и филмског режисера који је објављен 1967. године.

## О делу
Прва верзија романа се појавила 1964. године под насловом Поглед на свитање у тропима. Добила је угледну награду шпанског језичког подручја Premio Seix Barral - Biblioteca Breve, али три године није објављена. По објављивању, 1967. године роман је цензурисан и био подвргнут ревизији. Та шпанска цензура је опстала и у каснијим издањима. Писац је намерно задржао 22 интервенције у следећим издањима зато што му се чинило да је књига забавнија и стилски боља. Читаоцу ће се чинити да је књига пуна грешака, правописних, неприродне синтаксе, погрешних цитата, извештачених речи, необичних реченичних конструкција. Али то је био једини начин да се ТТТ пренесе на други језик. Аутор ствара нову лингвистичку логику, наизглед лабаво повезаних сцена, ликова и радњи поштујући само сопствена, јединствена правила. 
Кроз књигу се провлачи бескрајан низ алузија и вицева. Роман је и споменик поп-култури која је била на свом врхунцу шездесетих година прошлог века. Годинама је ово дело упоређивано са Школицама Хулија Кортасара.

### Радња романа
У роману не треба тражити јединство радње, времена и места. Врло је тешко препричати садржај књиге. Радња романа није тако насумична као што делује на почетку. Коцкице разбијеног огледала се полако склапају. Има четири главна мушка лика и четири главна женска лика. Они су међусобно повезани пријатељством и љубављу. Носталгична је реконструкција Хаване са краја педесетих година.

### Српско издање
Три тужна тигра је роман који се на српском језику појављује пола века после објављивања. Верзија превода на српски језик најтачније је издању објављеном у Каракасу, у Венецуели. То је прештампано прво шпанско издање романа, али без цензуре и ревизије којој је књига изложена у Шпанији 1967. године.

#### Молба преводиоца
Преводиоци Бранко Анђић и Љиљана Поповић Анђић моле и читаоце и лекторе да забораве на сва правописна и друга правила лепе књижевности док читају овај роман.

### Аутор о књизи
Сам Гиљермо Kабрера Инфанте своју чувену књигу никад није назвао романом. Називали су је антироманом, метароманом, романом-река, првим отвореном делом латинско-америчке књижевности. За аутора то је галерија гласова, а већина поглавља писана је у првом лицу једнине из перспективе различитих ликова. Аутор је подвлачио да ТТТ није роман у традиционалном смислу коа што то нису ни Џојсов Уликс и Финеганово бдење. Узео је ТТТ за наслов јер је хтео да књига од самих корица има што мање литерарних конотација, да не ода садржај и да се једна за другом брзо изговоре као џингл.

## Ликови

### Главни мушки ликови
- Силвестре
- Арсенио Куе
- Ерибо
- Кодак

### Главни женски ликови
- Естреља Родригес
- Куба Венегас
- Вивијен Смит Корона
- Лаура Дијас